# Elezioni federali in Germania del 1965
Le elezioni federali nella Repubblica Federale di Germania del 1965 si tennero il 19 settembre per il rinnovo del Bundestag.
Si recarono alle urne l'86.8% dei cittadini aventi diritto al voto.

## Risultati
| Liste                                          | Maggioritario | Maggioritario | Maggioritario | Proporzionale | Proporzionale | Proporzionale | BB | Totale seggi |
| Liste                                          | Voti          | %             | Seggi         | Voti          | %             | Seggi         | BB | Totale seggi |
| ---------------------------------------------- | ------------- | ------------- | ------------- | ------------- | ------------- | ------------- | -- | ------------ |
| Partito Socialdemocratico di Germania (SPD)    | 12.998.474    | 40,07         | 94            | 12.813.186    | 39,28         | 108           | 15 | 217          |
| Unione Cristiano-Democratica di Germania (CDU) | 12.631.319    | 38,94         | 118           | 12.387.562    | 37,97         | 78            | 6  | 202          |
| Unione Cristiano-Sociale in Baviera (CSU)      | 3.204.648     | 9,88          | 36            | 3.136.506     | 9,62          | 13            | -  | 49           |
| Partito Liberale Democratico (FDP)             | 2.562.294     | 7,90          | -             | 3.096.739     | 9,49          | 49            | 1  | 50           |
| Partito Nazionaldemocratico di Germania        | 587.216       | 1,81          | -             | 664.193       | 2,04          | -             | -  | -            |
| Unione Tedesca della Pace                      | 386.900       | 1,19          | -             | 434.182       | 1,33          | -             | -  | -            |
| Comunità d'Azione dei Tedeschi Indipendenti    | 46.146        | 0,14          | -             | 52.637        | 0,16          | -             | -  | -            |
| Altri <0,10%                                   | 20.052        | 0,06          | -             | 35.437        | 0,11          | -             | -  | -            |
| Totale                                         | 32.437.049    |               | 248           | 32.620.442    |               | 248           | 22 | 518          |

## Conseguenze
Le elezioni confermarono pressappoco i risultati delle elezioni federali del 1961. Dopo le consultazioni, venne formato un governo di centro-destra composto da FDP e CDU\CSU, con a capo Ludwig Erhard. Il governo, tuttavia ebbe vita breve; un anno dopo, si formò il primo esperimento di Große Koalition tra SPD e CDU con a capo il cristiano-democratico Kurt Georg Kiesinger.